# Ricardo María Carles Gordó
Ricardo María Carles Gordó (Valencia, 24 september 1926 – Tortosa, 17 december 2013) was een Spaans geestelijke en kardinaal van de Rooms-Katholieke Kerk.
Carles Gordó studeerde aan het groot-seminarie van Valencia. Hij werd op 29 juni 1951 tot priester gewijd. In 1953 behaalde hij een licentiaat in canoniek recht aan de Pauselijke Universiteit Salamanca. Daarna was hij werkzaam in diverse pastorale functies.
Op 6 juni 1969 werd Carles Gordó benoemd tot bisschop van Tortosa; zijn  bisschopswijding vond plaats op 3 augustus 1969. Op 23 maart 1990 volgde zijn benoeming tot aartsbisschop van Barcelona.
Tijdens het consistorie van 26 november 1994 werd Carles Gordó kardinaal gecreëerd, met de rang van kardinaal-priester. Zijn titelkerk werd de Santa Maria Consolatrice al Tiburtino. Hij nam deel aan het conclaaf van 2005 dat leidde tot de verkiezing van paus Benedictus XVI. Wegens zijn leeftijd was hij niet stemgerechtigd op het conclaaf van 2013.
Carles Gordó ging op 15 juni 2004 met emeritaat.
- Biblioteca Nacional de España: XX1094483
- Catàleg d'autoritats de noms i títols de Catalunya: 981058524243106706
- Gemeinsame Normdatei: 1048757935
- International Standard Name Identifier: 0000 0001 1658 0079
- Library of Congress Control Number: n2007008619
- Istituto Centrale per il Catalogo Unico: UBOV169711
- Virtual International Authority File: 63453607
- WorldCat: E39PBJtrWP9XJjjVMxm3QpyPQq